# 筑北村営バス
筑北村営バス（ちくほくそんえいバス）は長野県東筑摩郡筑北村が運営する路線バスである。

## 歴史
- 2017年（令和29年） - 中学生と高校生の料金値下げ。
- 2024年（令和6年）4月1日 - 運行ダイヤ改定ならびに同年9月30日まで坂井地域でデマンドバスの実証運行を実施。
- 2024年（令和6年）10月1日 - 坂井地域のデマンドバスの本格運行ならびに坂北地域で運行してきたバス路線の差切線などを廃止する代わりにバス停をデマンド専用に置き換え。

## 路線
日中はデマンドバスで運行するため路線バスの運行は朝と夕方から夜に限られている。以下、筑北村営バス設置条例による。
| 運行路線名        | 始点     | 終点        | 通行距離 | 運行回数 （往復/日） | 停留所 |
| ----------------- | -------- | ----------- | -------- | -------------------- | --- |
| 乱橋線            | 西条駅前 | 大門        | 5.7km    | 6以内                | 筑北村役場前、西条駅口、西条駅前、小仁熊、集荷所前、枇杷平、切田、西村、西村南、本町口、乱橋、東村、大門入口、大門 |
| 河鹿沢線          | 西条駅前 | 高谷 車庫前 | 5.5km    | 6以内                | 西条駅前、西条駅口、筑北村役場前、ウェルネス高校前、竹の下、花顔寺前、岩戸、上岩戸、山の神、立川、楡の木、大沢新田、高谷、高谷車庫前 |
| 西条温泉 とくら線 | 西条駅前 | 坂北駅前    | 4.4km    | 6以内                | 西条駅前、西条駅口、筑北村役場前、松林医院、西条郵便局前、観音寺前、聖南町、西条温泉とくら、JA聖南支所前、セブンイレブン前、聖南中学校前、長畑、長田本町、図書館前、坂北駅前                                                                                               |
| 差切線            | 図書館前 | 中込        | 13.9km   | 6以内                | 図書館前、みどり町、坂北郵便局前、坂北駅前、六工、中島、滑沢、竹場、製材所前、上手方、日向、細田、赤松口、赤松、差切入口、差切、重、中込、岩殿寺、平、中里、西条温泉とくら、セブンイレブン前、聖南中学校前、長畑、長田本町                                                 |
| 青木線            | 図書館前 | 真田        | 15.5km   | 10以内               | 図書館前、坂北駅前、六工、中島、滑沢、特養老入口、聖高原駅、JA麻績店前、麻績郵便局前、本町公民館前、筑北中学校前、夏目田、宮本、山崎、楡窪、坂井支所前、坂井保育園前、中村、長楽、温泉前、冠着荘駐車場、道平、湯戸、新倉、熊の川、桂石、山間、高萩、中尾、新屋、坂下、真田 |
| 冠着線            | 聖高原駅 | 細川口      | 11.6km   | 10以内               | 聖高原駅、JA麻績店前、麻績郵便局前、本町公民館前、筑北中学校前、夏目田、宮本、山崎、楡窪、坂井支所前、山秋、杉崎、松場、冠着駅前、生金、永井中村、玉根、大野田、細川口 |

## デマンドバス
本城地域・坂北地域を運行区域とするデマンドバスで、「村内に住所を有する者又は、村内に通学、通勤する者で、かつ、事前に利用登録をした者」が利用可能（筑北村デマンドバスの運行に関する条例）。前述の路線の停留所に加え、各地域ごとに以下の停留所が新たに設置される（筑北村デマンドバスの運行に関する条例施行規則）。えべさーという愛称がある。路線バスが走らない日中を中心に運行する。
本城地域
河鹿沢、八木、小仁熊下、竹之下団地、田屋、乱橋上町、八木上、大日堂前
坂北地域
夢パレット、青柳、南、矢花山寺、東山、向原一、向原消防詰所前、中屋、刈一防火水槽前、原、菖蒲田、百瀬、糀屋、赤坂、竹場四、坂北体育館、坂北荘

## その他
- かつてあった定時路線の差切線の中込バス停は生坂村にあった。
- 青木線は路線名ながら青木村との境に近い真田（しんでん）地区が終点であり青木村へは乗り入れていない。これはかつて青木村へ乗り入れていた名残である。